# Kreator
I Kreator sono un gruppo musicale thrash metal proveniente da Essen, Germania.
Cominciano la loro carriera all'inizio degli anni ottanta suonando un thrash metal violento e veloce, influenzato da Venom, Slayer e Metallica. Assieme ai connazionali Destruction e Sodom vengono solitamente definiti dai fan come la triade del thrash teutonico. La differenza col classico thrash metal della Bay Area consisteva nella loro maggiore brutalità e velocità, tanto da portare alla nascita del death metal.
Nel giugno del 2005 hanno suonato a Casablanca davanti a ventimila persone, diventando il primo gruppo metal straniero a suonare in Marocco.

## Storia

### Gli inizi (1982-1986)

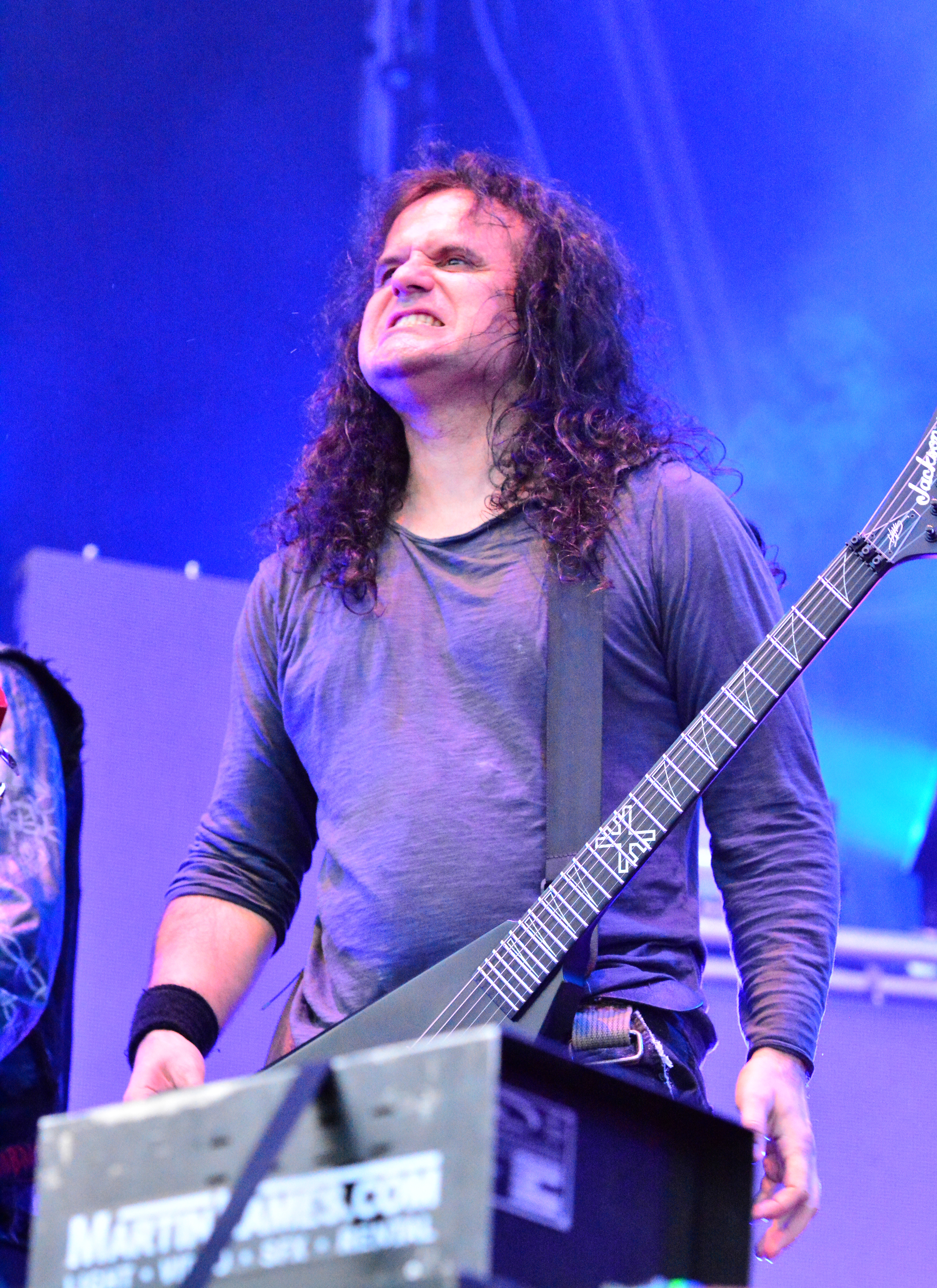
Mille Petrozza, fondatore del gruppo

Nati come "Metal Militia" e cambiato subito il nome in "Tyrant" nel 1982, la formazione originale comprendeva il chitarrista Mille Petrozza, il batterista Jürgen "Ventor" Reil, il bassista Rob Fioretti e, almeno inizialmente, il cantante Paul Terozza (che fu tuttavia cacciato dalla band dopo poche settimane).
Presto decisero di cambiare nome: prima in "Tormentor", con cui pubblicarono due demo, e poi definitivamente in "Kreator" nel 1984. Mille e Ventor erano soliti alternarsi al ruolo di cantante, in quanto la band non ne aveva uno proprio.
Dopo aver firmato un contratto con la Noise Records la band pubblicò nel 1985 il suo album di debutto, Endless Pain, album con un sound grezzo e violento, che influenzerà molti gruppi black e death metal.

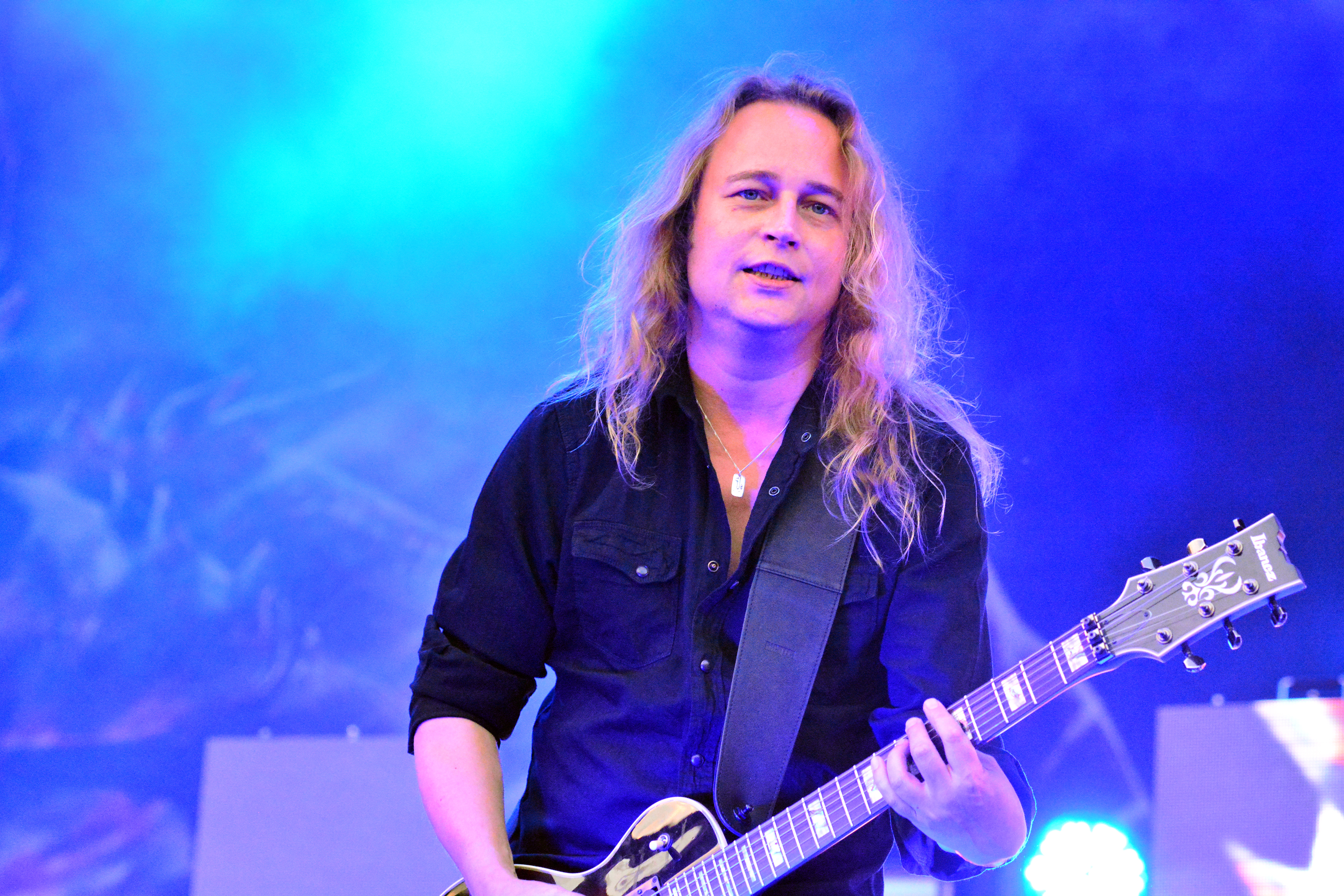
Sami Yli-Sirniö

Poco dopo venne assunto il chitarrista Michael Wulf, allora uscente dai Sodom, che tuttavia uscì dalla band dopo un solo concerto.
Al suo posto venne reclutato Jörg "Tritze" Trzebiatowski che partecipò alla realizzazione di Pleasure to Kill, anticipato dall'EP Flag of Hate, pubblicato nel novembre nel 1986.
L'album, prodotto da Harris Johns, viene considerato un classico del thrash metal, ed è il più pesante e veloce lavoro della band.
La canzone Flag of Hate riscosse subito un buon successo e la band divenne presto una delle più promettenti band thrash metal europee.
Dopo la pubblicazione di Pleasure to Kill, Ventor decise di abbandonare definitivamente il ruolo di cantante, che fu affidato solo a Mille.

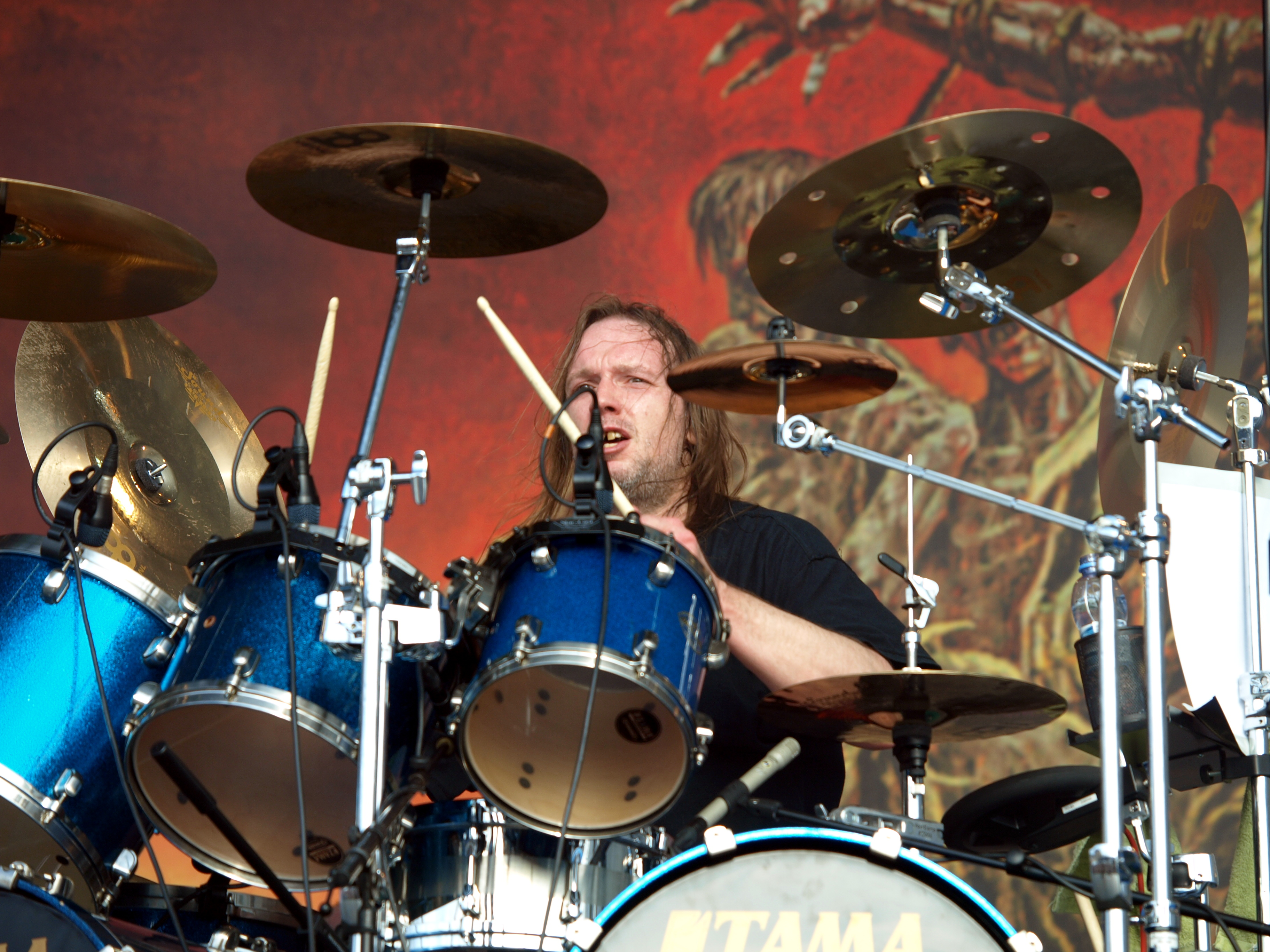
Jürgen Reil, noto anche come Ventor

### Il successo (1987-1991)

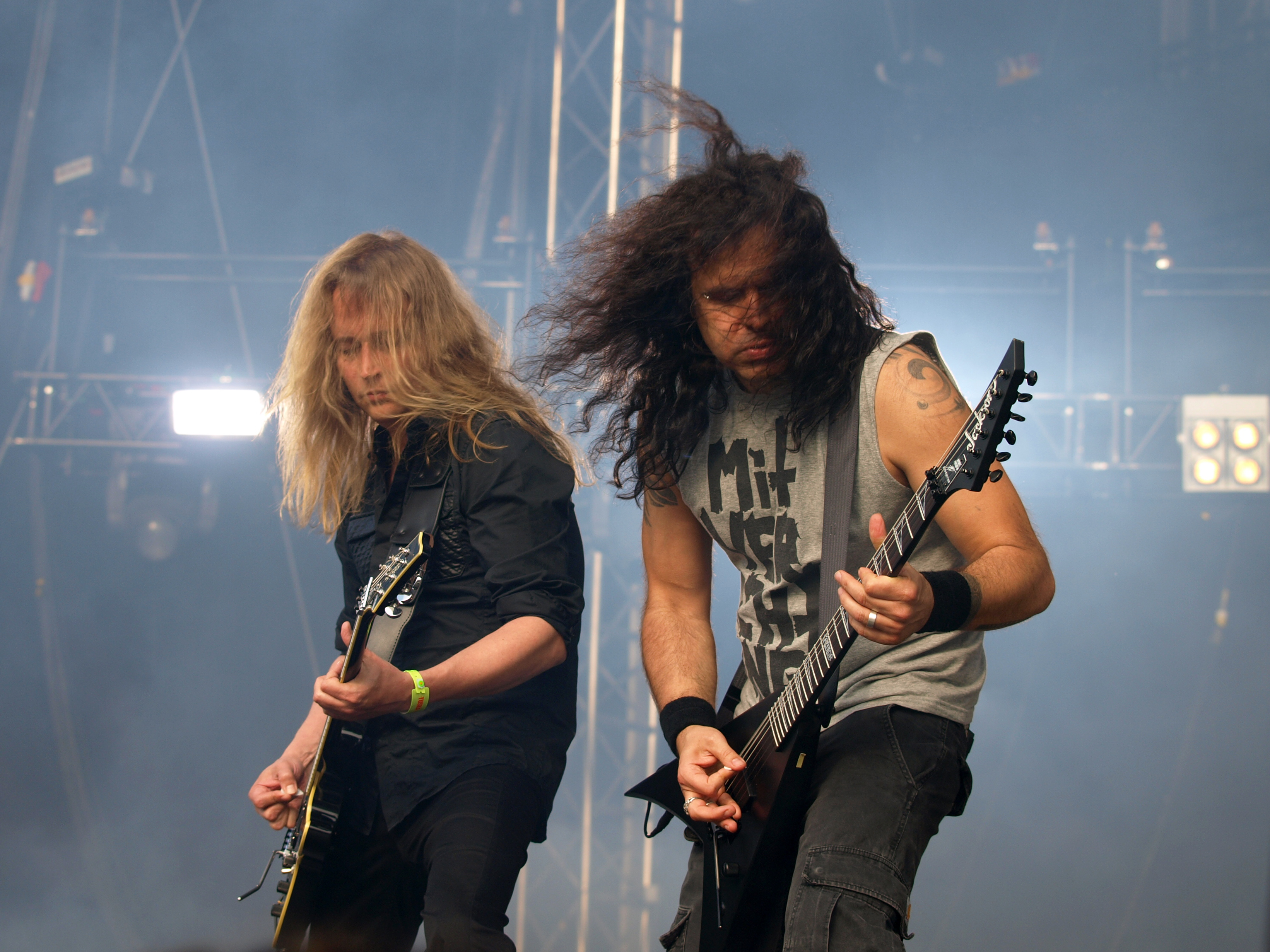
Christian Giesler e Petrozza al Tuska Open Air 2013

Nel 1987 venne pubblicato Terrible Certainty dal quale venne estratto il loro primo singolo Behind the Mirror, che riuscì ad incrementare ulteriormente la popolarità della band.
Questi buoni successi a livello commerciale permisero al gruppo di finanziare il loro secondo EP: Out of the Dark ... Into the Light.
Nel 1988 i Kreator firmarono un contratto per due dischi con l'etichetta Epic Records. Anche se per il mercato Europeo la distribuzione rimase nelle mani della Noise Records. Nel 1989 uscì Extreme Aggression, che proseguì sulla scia dei precedenti lavori mostrando però ulteriori progressi tecnici da parte dei vari componenti.
In questa occasione vennero assistiti anche da Randy Burns, già produttore dei Megadeth.
Da questo album venne estratto il singolo Betrayer per il quale venne creato un video, il primo per la band. 
Betrayer sarà anche mandato in onda nello show di MTV: Headbangers Ball. Successivamente la band si imbarcò per un tour nordamericano con i Suicidal Tendencies, dove Rob fu temporaneamente sostituito, a causa di un infortunio, da Bogusz Rutkiewicz.
In quell'anno il regista tedesco Thomas Schadt girò un documentario sui Kreator, concentrandosi sull'aspetto sociale dell'heavy metal sull'area della Ruhr, intitolato Thrash Altenessen.
Nel 1990, con il nuovo chitarrista Frank Gosdzik, anche lui precedentemente nei Sodom, la band registrò Coma of Souls.
Questo lavoro non venne accolto come i precedenti dai fan di vecchia data, ma riscosse comunque un ottimo successo grazie anche alla canzone People of the Lie.

### Il declino (1992-2000)

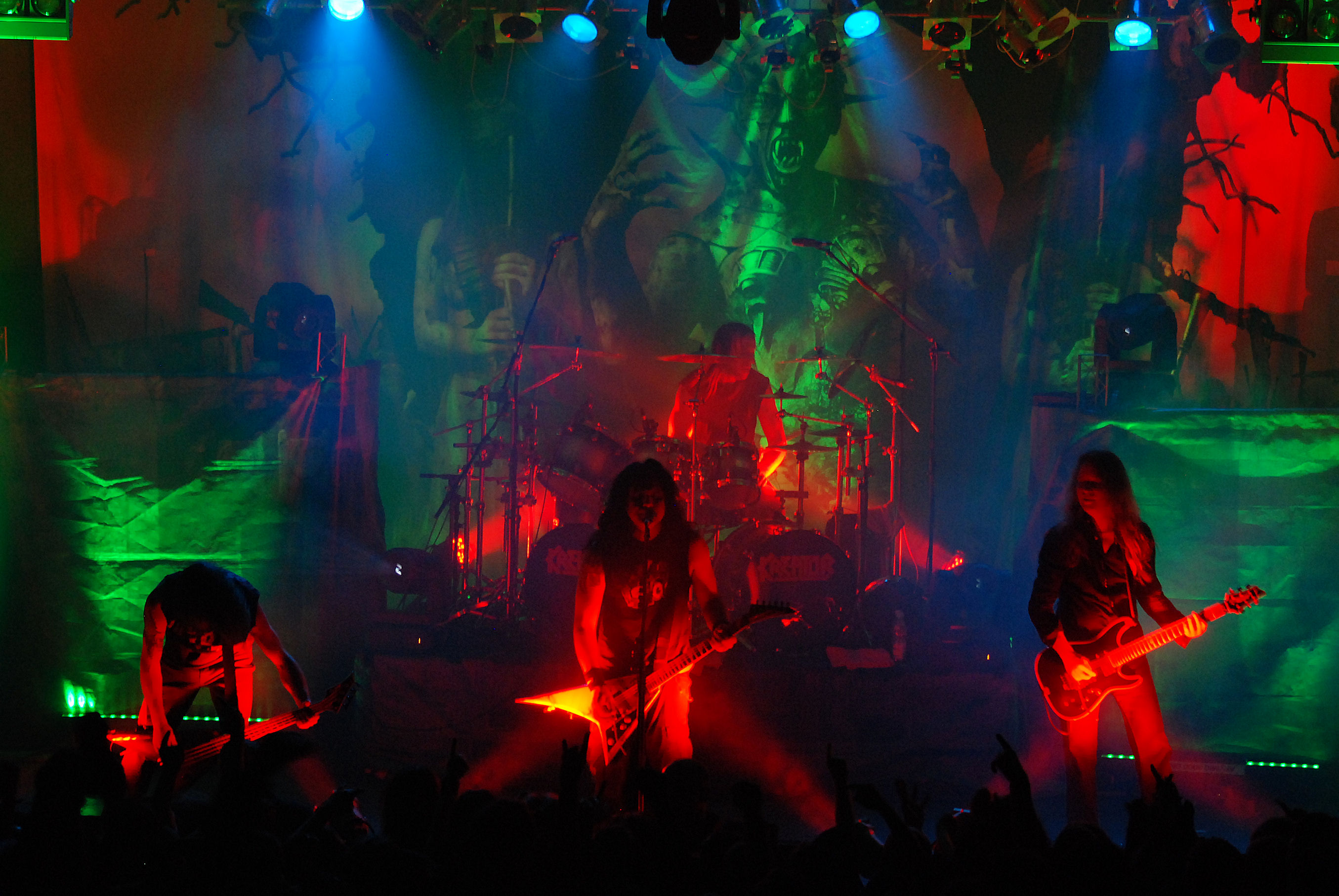
I Kreator a Cracovia nel 2009

Negli anni novanta le cose cambiarono: band come Metallica, Megadeth e Anthrax cambiarono il loro sound per un approccio più commerciale, i Kreator decisero invece di tentare altre vie sperimentando e inserendo nei propri pezzi elementi death e industrial metal. Il risultato fu Renewal (1992) che permise al gruppo di allargare i propri orizzonti verso un pubblico più ampio ottenendo però l'allontanamento dei fan storici che li accusarono di "svendita".
La band, nota per la grande resa dal vivo, cominciò a fornire prestazioni deludenti, anche a causa delle influenze industrial.

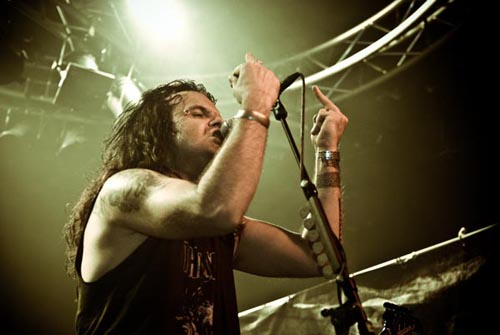
Petrozza con il gruppo all'Hole in the Sky, a Bergen, 2007

L'estenuante tour che ne seguì portò la band anche in Sud America. Il gruppo cominciò a perdere pezzi, con Rob Fioretti che decise di lasciare il gruppo per passare più tempo con la famiglia nel 1992. Al suo posto venne assunto Andreas Herz, che non parteciperà alla creazione di nessun album. Nel 1994 anche Jürgen Reil abbandonò in favore di Joe Cangelosi (conosciuto per aver militato nei gruppi statunitensi Whiplash e Massacre), lasciando Petrozza come unico membro originario. L'anno successivo anche Herz se ne andò e fu sostituito da Christian "Speesy" Giesler. Inoltre il contratto con la Noise Records si concluse con la precedente pubblicazione, Cause for Conflict venne quindi pubblicato per la GUN Records. L'album in questione risulterà essere più moderno: presenta, infatti, richiami a Pantera e Machine Head associati ad un leggero ritorno alla pesantezza dei primi album, oltre che di alcune influenze hardcore punk riguardo al cantato.
Godzik e Cangelosi lasciarono quindi nel 1996 e furono rimpiazzati da Tommy Vetterli (ex membro dei Coroner) e, sorprendentemente, da Jürgen Reil. La band continua con i suoi esperimenti nei successivi album Outcast ed Endorama, che contengono elementi ambient, campionamenti e un nuovo stile di canto di Petrozza. Le vendite calarono e la band toccò il fondo sia a livello di vendite sia di critica. Calo a cui il frontman Mille Petrozza non diede mai importanza:
(Mille Petrozza)

### Il ritorno al thrash (2001-oggi)

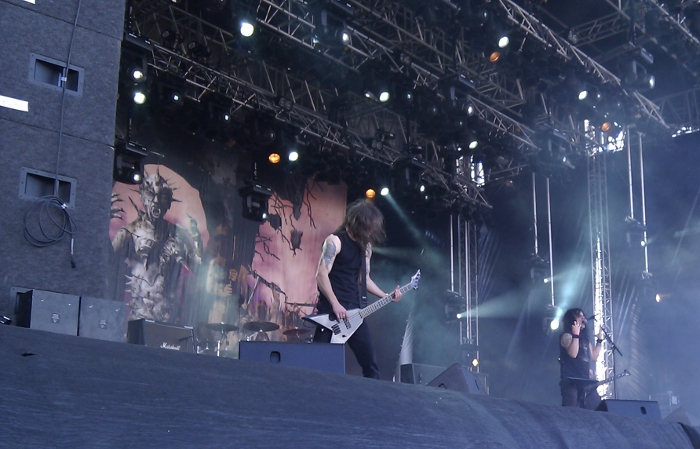
I Kreator al Metaltown 2010

Nel 2001, con il nuovo chitarrista Sami Yli-Sirniö, venne pubblicato l'album Violent Revolution, che vide il ritorno al loro classico stile thrash metal.
Questa scelta venne ben accolta sia dai fan che dalla critica. Il tour riscosse un discreto successo facendo conoscere i Kreator anche alle nuove generazioni.
Successivamente vennero pubblicati nel 2003 il DVD live Live Kreation: Revisioned Glory e, nel 2005, l'album Enemy of God, un ulteriore avvicinamento al thrash metal degli inizi.

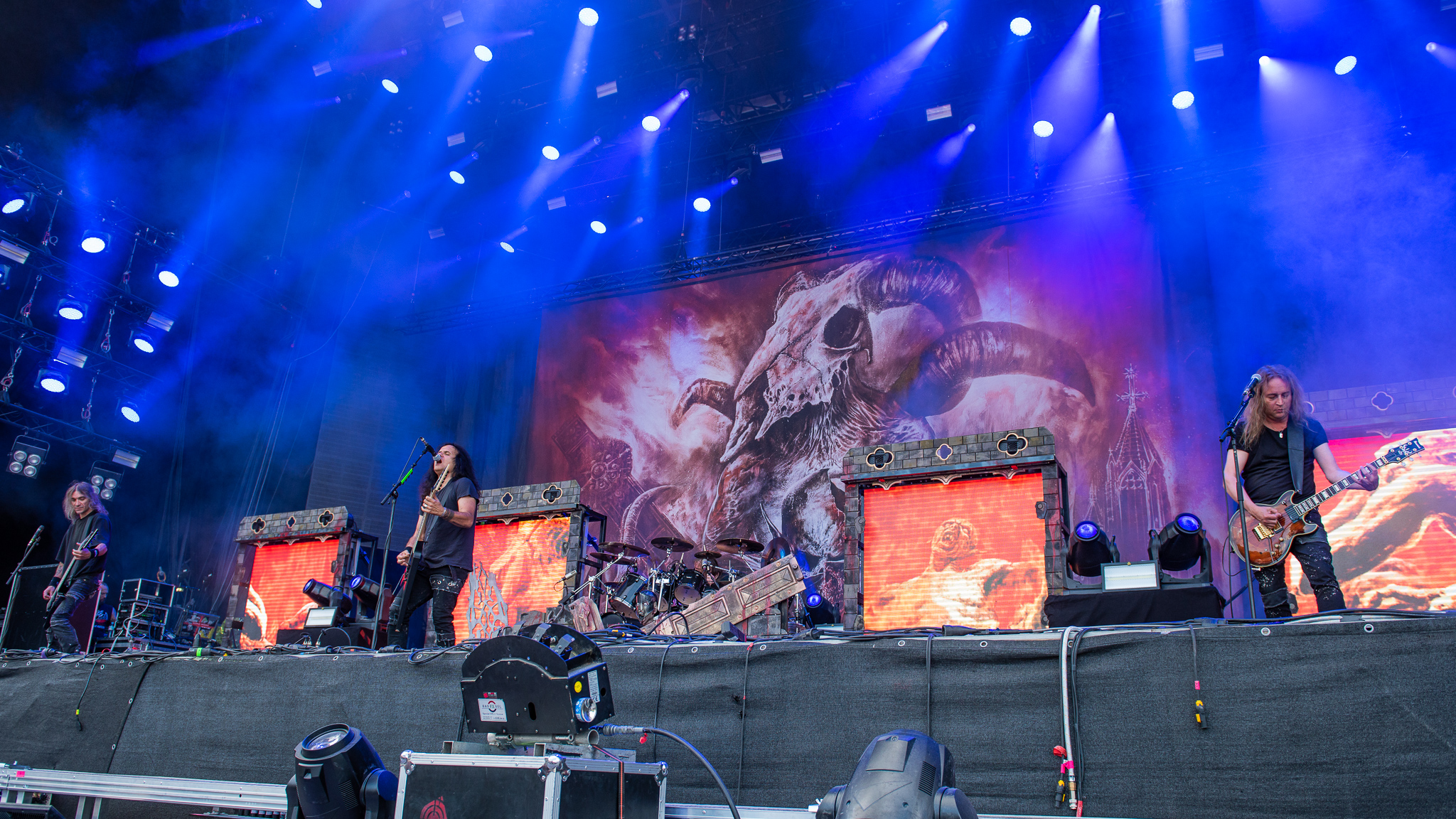
I Kreator al Rock im Park 2018

All'inizio del 2006 la band partecipa ad un tour nordamericano con Napalm Death, A Perfect Murder e The Undying. Nel 2008 il gruppo ha partecipato ad un tour con King Diamond, Leaves' Eyes e Cellador.
L'anno successivo è stato pubblicato il dodicesimo album in studio della band, intitolato Hordes of Chaos.
Il disco, in pieno stile thrash, ha riscosso un ottimo successo sia a livello commerciale che a livello di critica e la band decise così di intraprendere un tour con Caliban, Eluveitie e Emergency Gate per la sua promozione, durante il quale è stato ingaggiato il batterista Marco Minnemann in alcune date in cui Ventor non ha potuto suonare.
Il 6 giugno 2012 viene pubblicato dalla Nuclear Blast il tredicesimo album in studio della band, Phantom Antichrist.
Il 27 gennaio 2017 esce il quattordicesimo album in studio, intitolato Gods of Violence. L'ultimo album, uscito il 10 giugno 2022, è Hate Über Alles.

## Formazione

### Formazione attuale
- Mille Petrozza - voce, chitarra (1982-presente)
- Sami Yli-Sirniö - chitarra (2001-presente)
- Frédéric Leclercq - basso (2019-presente)
- Jürgen "Ventor" Reil - batteria, voce (1982-1994, 1996-presente)

### Ex componenti
- Jörg "Tritze" Trzebiatowski - chitarra (1986-1989)
- Frank "Blackfire" Gosdzik - chitarra (1989-1996)
- Tommy Vetterli - chitarra (1996-2001)
- Christian "Speesy" Giesler - basso (1994-2019)
- Roberto "Rob" Fioretti - basso (1982-1992)
- Andreas Herz - basso (1992-1994)
- Joe Cangelosi - batteria (1994-1996)

### Ex turnisti
- Michael Wulf - chitarra (1986)
- Bogusz Rutkiewicz - basso (1988)
- Marco Minnemann - batteria (2009)

## Discografia

### Album in studio
- 1985 – Endless Pain
- 1986 – Pleasure to Kill
- 1987 – Terrible Certainty
- 1989 – Extreme Aggression
- 1990 – Coma of Souls
- 1992 – Renewal
- 1995 – Cause for Conflict
- 1997 – Outcast
- 1999 – Endorama
- 2001 – Violent Revolution
- 2005 – Enemy of God
- 2009 – Hordes of Chaos
- 2012 – Phantom Antichrist
- 2017 – Gods of Violence
- 2022 – Hate Über Alles

### Album dal vivo
- 2003 – Live Kreation
- 2008 – At the Pulse of Kapitulation: Live in East Berlin, 1990
- 2010 – Terror Prevails - Live at Rock Hard Festival
- 2012 – Terror Prevails - Live at Rock Hard Festival, Pt. 2
- 2013 – Dying Alive
- 2019 – Live at Dynamo Open Air 1998
- 2020 – London Apocalypticon - Live at the Roundhouse

### Raccolte
- 1996 – Scenarios of Violence
- 1999 – Voices of Transgression - A 90's Retrospective
- 2000 – 1985-1992 Past Life Trauma
- 2021 – Under the Guillotine

### EP
- 1986 – Flag of Hate
- 1988 – Out of the Dark ... Into the Light

### Singoli
- 1987 – Behind the Mirror
- 1989 – Betrayer
- 1992 – Renewal
- 1995 – Isolation
- 1995 – Lost
- 1997 – Leave This World Behind
- 1999 – Endorama
- 2000 – Chosen Few
- 2001 – Violent Revolution
- 2005 – Impossible Brutality
- 2006 – Enemy of God
- 2009 – Hordes of Chaos
- 2012 – Phantom Antichrist

## Videografia
- 1990 – Live in East Berlin
- 1991 – Hallucinative Comas
- 2003 – Live Kreation: Revisioned Glory
- 2006 – Enemy of God Revisited
- 2008 – At the Pulse of Kapitulation: Live in East Berlin, 1990
- 2013 – Dying Alive